# Lobocraspis
Lobocraspis is een geslacht van vlinders van de familie visstaartjes (Nolidae), uit de onderfamilie Chloephorinae.

## Soorten
- L. griseifusa Hampson, 1895